# 子供之友

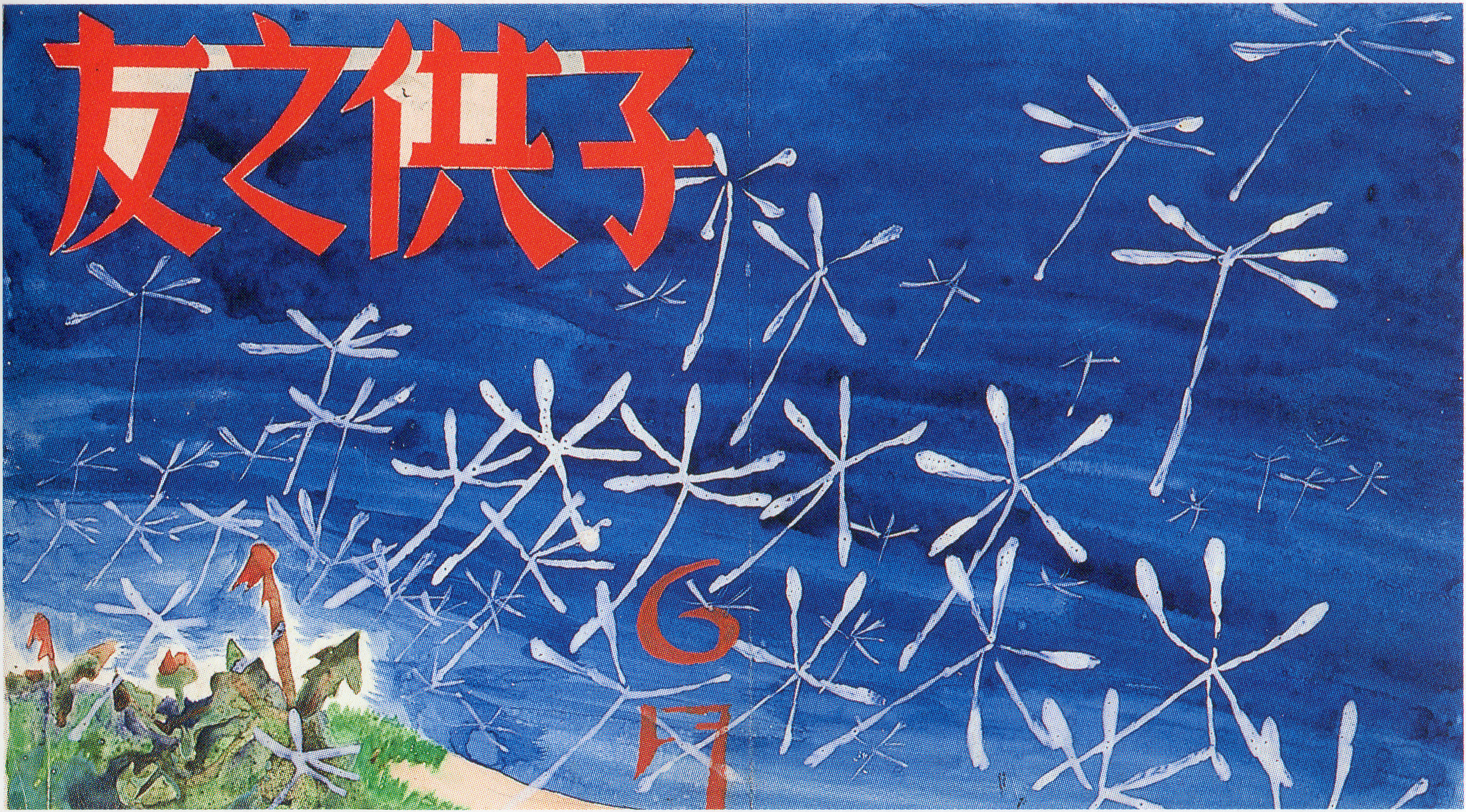
1934年（昭和9年）6月号表紙竹久夢二原画

『子供之友』（こどものとも）は、婦人之友社の創業者である羽仁もと子・羽仁吉一夫妻により、1914年（大正3年）4月に創刊された児童向け生活教育雑誌。1943年（昭和18年）、紙の使用制限により休刊となった。終（休）刊号は第30巻第12号を数えた。

## 概要
「子どもの自立による近代的な人間育成」を編集方針とした。
主な編集者に河井酔若、野辺地天馬、上澤謙二、羽仁説子らがいる。童話や伝記読物のほか、漫画、クイズ等が掲載された。特に絵画の面で多彩な人物・動物を登用し、初代の絵画主任であった北沢楽天をはじめ、竹久夢二や武井武雄、村山知義、深沢紅子などが作品を掲載した。
西條八十、河井漉名、武井武雄、與田準一、村山壽子、村山知義、野口雨情、葛原しげる、北原白秋等が詩を掲載した。
本誌の構成は5期に分かれている。
- 第1期:1914年（大正3年）4月号 - 1917年（大正6年）12月号
- 第2期:1918年（大正7年）1月号 - 1923年（大正12年）9月号
- 第3期:1923年（大正12年）10月号 - 1927年（昭和2年）12月号
- 第4期:1928年（昭和3年）1月号 - 1934年（昭和9年）12月号
- 第5期:1943年（昭和18年）1月号 - 12月号。

造本上でさまざまな「仕掛け」を取り入れる試みもなされ、1916年（大正5年）9月号には「片面開き（見開き3頁・4頁分」と「画面を縦に使って高さを表す物」が、1917年（大正6年）8月号には「観音開き」が、1917年（大正06年）3月号 - 5月号には「ポップアップ」が、1917年（大正6年）6月号には「蛇腹本」が、1931年（昭和6年）2月号 - 11月号には「フラップ」が、それぞれ採用された。
婦人之友社から一部の復刻版や村山知義の童画集が刊行されている。